# Manvieux
Manvieux est une commune française située dans le département du Calvados en région Normandie, peuplée de 136 habitants.

## Géographie
Manvieux est une commune littorale située dans le Bessin, à huit kilomètres au nord de Bayeux et à trois kilomètres de Ryes.
| Manche          | Manche          | Manche        |
| Longues-sur-Mer | Manvieux        | Tracy-sur-Mer |
|                 | Magny-en-Bessin |               |

### Hydrographie
La commune est située dans le bassin Seine-Normandie. Elle est drainée par le Pisseau,.

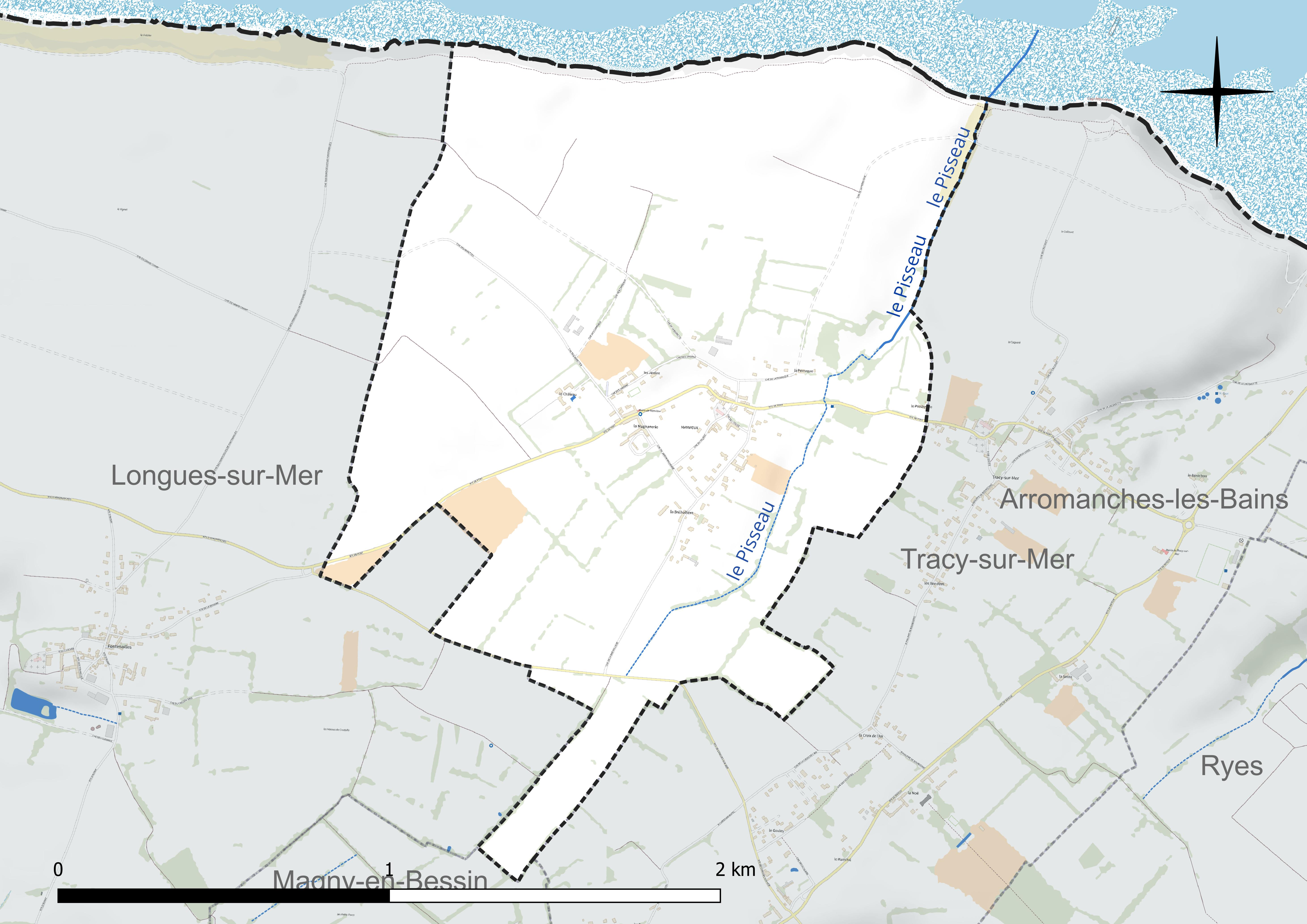
Réseau hydrographique de Manvieux.

### Climat
Pour des articles plus généraux, voir Climat de la Normandie et Climat du Calvados.
En 2010, le climat de la commune est de type climat océanique altéré, selon une étude du CNRS s'appuyant sur une série de données couvrant la période 1971-2000. En 2020, Météo-France publie une typologie des climats de la France métropolitaine dans laquelle la commune est exposée à un climat océanique et est dans la région climatique Normandie (Cotentin, Orne), caractérisée par une pluviométrie relativement élevée (850 mm/a) et un été frais (15,5 °C) et venté. Parallèlement le GIEC normand, un groupe régional d'experts sur le climat, différencie quant à lui, dans une étude de 2020, trois grands types de climats pour la région Normandie, nuancés à une échelle plus fine par les facteurs géographiques locaux. La commune est, selon ce zonage, exposée à un « climat des plateaux abrités », correspondant à la plaine agricole de Caen à Falaise, sous le vent des collines de Normandie et proche de la mer, se caractérisant par une pluviométrie et des contraintes thermiques modérées.
Pour la période 1971-2000, la température annuelle moyenne est de 11 °C, avec  une amplitude thermique annuelle de 11,1 °C. Le cumul annuel moyen de précipitations est de 760 mm, avec 12,5 jours de précipitations en janvier et 7,8 jours en juillet. Pour la période 1991-2020, la température moyenne annuelle observée sur la station météorologique la plus proche, située sur la commune de Bernières-sur-Mer à 17 km à vol d'oiseau, est de 11,7 °C et le cumul annuel moyen de précipitations est de 695,0 mm,. Pour l'avenir, les paramètres climatiques de la commune estimés pour 2050 selon différents scénarios d'émission de gaz à effet de serre sont consultables sur un site dédié publié par Météo-France en novembre 2022.

## Urbanisme

### Typologie
Au 1er janvier 2024, Manvieux est catégorisée commune rurale à habitat dispersé, selon la nouvelle grille communale de densité à 7 niveaux définie par l'Insee en 2022.
Elle est située hors unité urbaine. Par ailleurs la commune fait partie de l'aire d'attraction de Caen, dont elle est une commune de la couronne,. Cette aire, qui regroupe 296 communes, est catégorisée dans les aires de 200 000 à moins de 700 000 habitants,.
La commune, bordée par la baie de Seine, est également une commune littorale au sens de la loi du 3 janvier 1986, dite loi littoral. Des dispositions spécifiques d'urbanisme s'y appliquent dès lors afin de préserver les espaces naturels, les sites, les paysages et l'équilibre écologique du littoral, tel le principe d'inconstructibilité, en dehors des espaces urbanisés, sur la bande littorale des 100 mètres, ou plus si le plan local d'urbanisme le prévoit.

### Occupation des sols
L'occupation des sols de la commune, telle qu'elle ressort de la base de données européenne d'occupation biophysique des sols Corine Land Cover (CLC), est marquée par l'importance des territoires agricoles (97,5 % en 2018), une proportion identique à celle de 1990 (97,5 %). La répartition détaillée en 2018 est la suivante : 
terres arables (66,2 %), zones agricoles hétérogènes (31,1 %), espaces ouverts, sans ou avec peu de végétation (2,5 %), prairies (0,2 %). L'évolution de l'occupation des sols de la commune et de ses infrastructures peut être observée sur les différentes représentations cartographiques du territoire : la carte de Cassini (XVIIIe siècle), la carte d'état-major (1820-1866) et les cartes ou photos aériennes de l'IGN pour la période actuelle (1950 à aujourd'hui).

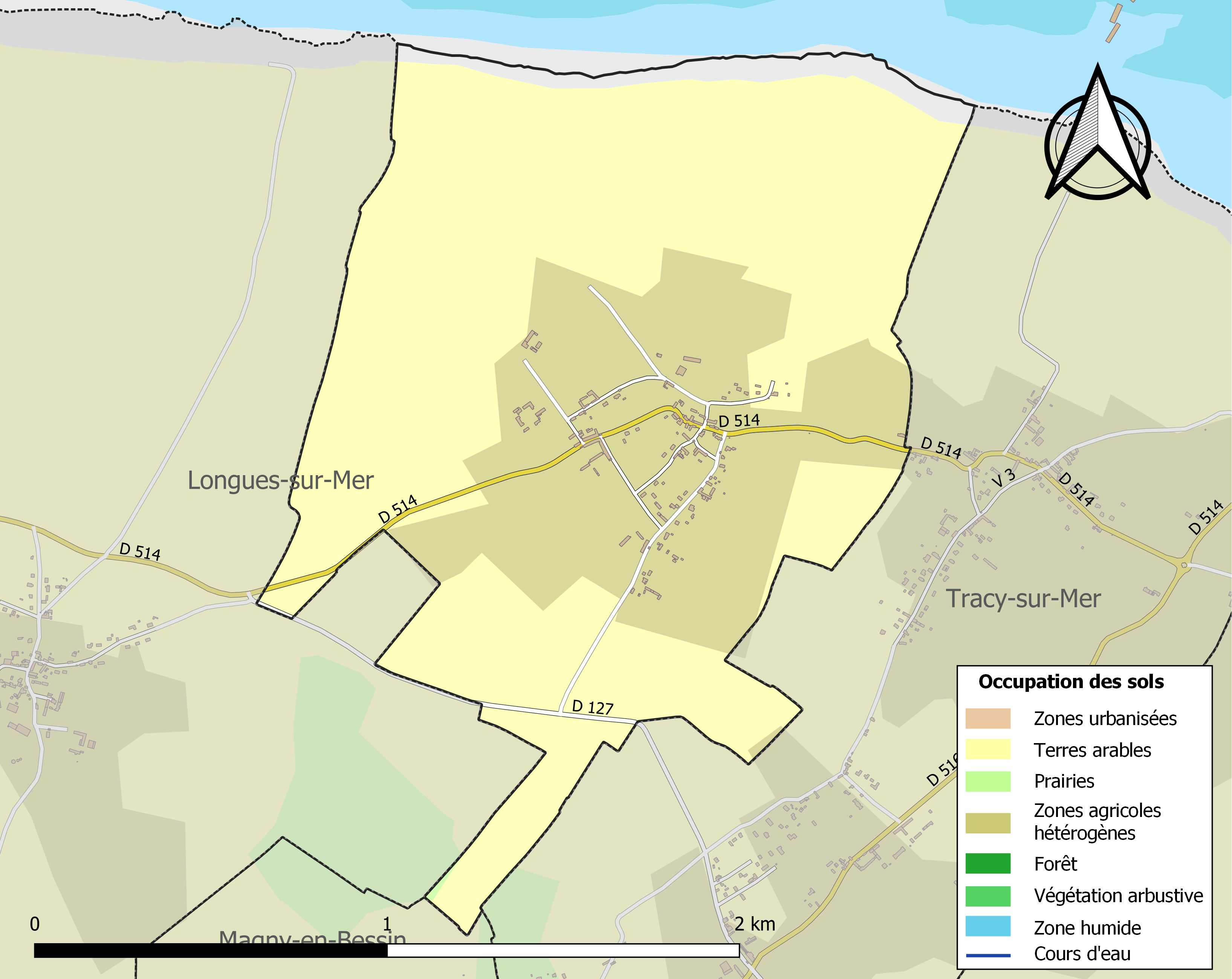
Carte des infrastructures et de l'occupation des sols de la commune en 2018 (CLC).

## Toponymie
Le nom de la localité est attesté sous les formes de Manveio en 1153 (Bourr. 178) ; Manveix (sans date charte de Longues, n° 7) ; Ecclesia Sancti Remigii de Manvex en 1258 (AC, Cordillon, c. 114-2) ; Manvex en 1260 (Bourr. 475)
Manvieux est situé près de Sommervieu et contient vraisemblablement le même élément -vieu dans lequel François de Beaurepaire identifie l'anglo-saxon wic « habitation, domaine rural » (comprendre wiċ, éventuellement « abri temporaire, camp, gîte, hameau, habitation », voire « ferme laitière »). Bien que les formes anciennes soient en -vei-, -wic / -uic aurait évolué en -vieu comme le normand sieus qui correspond à suis (première personne singulier du verbe être), plus localement : t-uile > tieule « tuile », n-uire > nieure « nuire ». Le premier élément Man- représente peut-être l'adjectif d'ancien français main « grand », variante régionale man cf. manne « grande » que l'on rencontre dans les Manneville et la Manneporte à Étretat.
La ressemblance avec le nom d'un saint présent dans le nom de deux villages : Saint-Manvieu-Bocage (Sanctus Manveius 1158), et Saint-Manvieu-Norrey (Sanctus Manveus 1133), est sans doute fortuite.

## Politique et administration
| Période                                  | Période   | Identité        | Étiquette | Qualité              |
| ---------------------------------------- | --------- | --------------- | --------- | -------------------- |
| ?                                        | mars 2001 | Joseph Costy    |           |                      |
| mars 2001                                | mars 2014 | Joseph Conesa   | SE        | Cadre de l'industrie |
| mars 2014                                | En cours  | Patrice Folliot | SE        | Retraité             |
| Les données manquantes sont à compléter. |           |                 |           |                      |

## Démographie
L'évolution du nombre d'habitants est connue à travers les recensements de la population effectués dans la commune depuis 1793. Pour les communes de moins de 10 000 habitants, une enquête de recensement portant sur toute la population est réalisée tous les cinq ans, les populations de référence des années intermédiaires étant quant à elles estimées par interpolation ou extrapolation. Pour la commune, le premier recensement exhaustif entrant dans le cadre du nouveau dispositif a été réalisé en 2004.
En 2022, la commune comptait 136 habitants, en évolution de +4,62 % par rapport à 2016 (Calvados : +1,58 %, France hors Mayotte : +2,11 %).
| 1793 | 1800 | 1806 | 1821 | 1831 | 1836 | 1841 | 1846 | 1851 |
| ---- | ---- | ---- | ---- | ---- | ---- | ---- | ---- | ---- |
| 186  | 177  | 246  | 193  | 188  | 179  | 174  | 166  | 142  |

| 1856 | 1861 | 1866 | 1872 | 1876 | 1881 | 1886 | 1891 | 1896 |
| ---- | ---- | ---- | ---- | ---- | ---- | ---- | ---- | ---- |
| 157  | 149  | 142  | 145  | 133  | 123  | 111  | 112  | 118  |

| 1901 | 1906 | 1911 | 1921 | 1926 | 1931 | 1936 | 1946 | 1954 |
| ---- | ---- | ---- | ---- | ---- | ---- | ---- | ---- | ---- |
| 92   | 100  | 92   | 71   | 85   | 87   | 82   | 76   | 75   |

| 1962 | 1968 | 1975 | 1982 | 1990 | 1999 | 2004 | 2006 | 2009 |
| ---- | ---- | ---- | ---- | ---- | ---- | ---- | ---- | ---- |
| 78   | 79   | 61   | 53   | 82   | 107  | 116  | 112  | 116  |

| 2014 | 2019 | 2022 | - | - | - | - | - | - |
| ---- | ---- | ---- | - | - | - | - | - | - |
| 129  | 132  | 136  | - | - | - | - | - | - |

## Culture locale et patrimoine

### Lieux et monuments
- Château de Manvieux, première moitié du XVIIIe siècle.
- Église paroissiale Saint-Rémi, XIIe siècle.

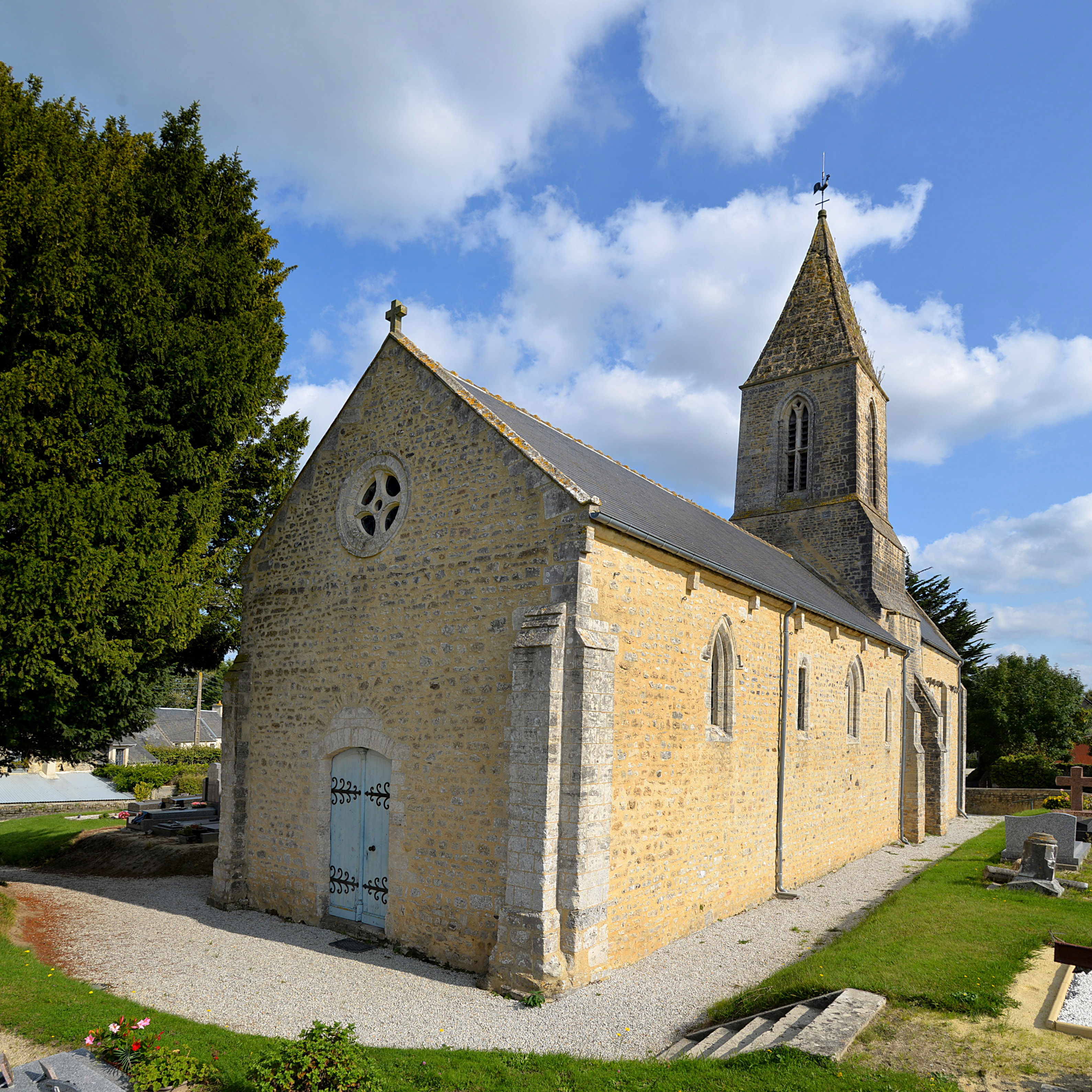
L'église Saint-Rémi.

### Héraldique
| Armes de Manvieux | Les armes de la commune de Manvieux se blasonnent ainsi : De gueules aux six coquilles d'or ordonnées 3, 2 et 1, au chef cousu d'azur chargé d'un léopard aussi d'or. Le léopard d'or rappelle les armes de la Normandie. |